# 26. ceremonia wręczenia Oscarów

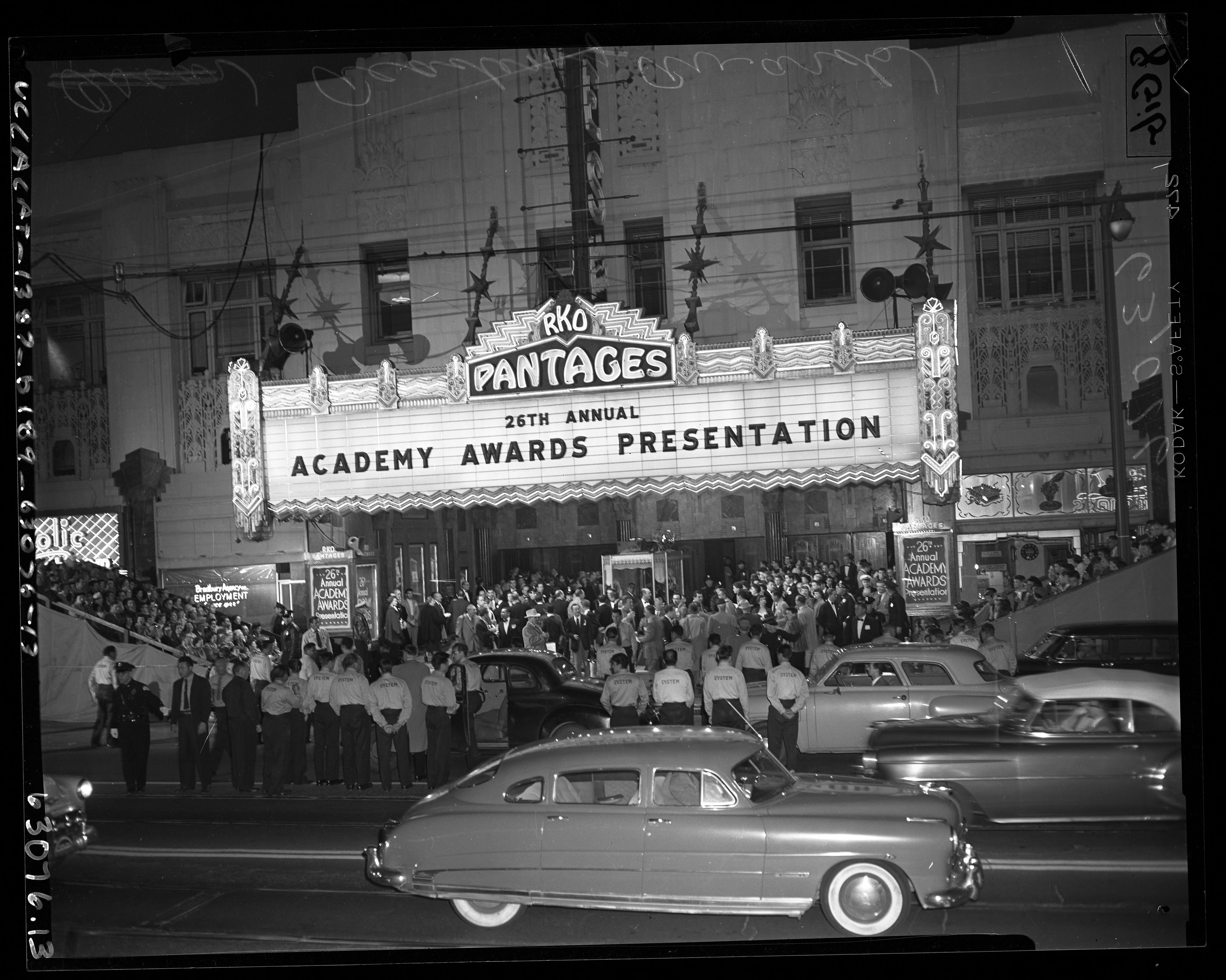
Wejście do RKO Pantages Theatre w dniu ceremonii

26. ceremonia rozdania Oscarów odbyła się 25 marca 1954 roku w RKO Pantages Theatre w Los Angeles i w USA NBC Century Theatre w Nowym Jorku.

## Laureaci i nominowani
Dla wyróżnienia zwycięzców poszczególnych kategorii, napisano ich pogrubioną czcionką oraz umieszczono na przedzie (tj. poza kolejnością nominacji na oficjalnych listach).

### Najlepszy Film
- Buddy Adler − Stąd do wieczności
- John Houseman − Juliusz Cezar
- Frank Ross − Tunika
- William Wyler − Rzymskie wakacje
- George Stevens − Jeździec znikąd

### Najlepszy Aktor
- William Holden − Stalag 17
- Marlon Brando − Juliusz Cezar
- Richard Burton − Tunika
- Montgomery Clift − Stąd do wieczności
- Burt Lancaster − Stąd do wieczności

### Najlepsza Aktorka
- Audrey Hepburn − Rzymskie wakacje
- Leslie Caron − Lili
- Ava Gardner − Mogambo
- Deborah Kerr − Stąd do wieczności
- Maggie McNamara − Niebieski księżyc

### Najlepszy Aktor Drugoplanowy
- Frank Sinatra − Stąd do wieczności
- Eddie Albert − Rzymskie wakacje
- Brandon De Wilde − Jeździec znikąd
- Jack Palance − Jeździec znikąd
- Robert Strauss − Stalag 17

### Najlepsza Aktorka Drugoplanowa
- Donna Reed − Stąd do wieczności
- Grace Kelly − Mogambo
- Geraldine Page − Hondo
- Marjorie Rambeau − Torch Song
- Thelma Ritter − Kradzież na South Street

### Najlepszy Reżyser
- Fred Zinnemann − Stąd do wieczności
- Charles Walters − Lili
- William Wyler − Rzymskie wakacje
- George Stevens − Jeździec znikąd
- Billy Wilder − Stalag 17

### Najlepszy Scenariusz Oryginalny
- Charles Brackett, Walter Reisch i Richard L. Breen − Titanic
- Betty Comden i Adolph Green − Wszyscy na scenę
- Richard Murphy − Szczury pustyni
- Sam Rolfe i Harold Jack Bloom − Naga ostroga
- Millard Kaufman − Take the High Ground!

### Najlepsze Materiały do Scenariusza
- Dalton Trumbo − Rzymskie wakacje (wstępnie nagroda wręczona dla Iana McLellan Huntera)[1]
- Beirne Lay Jr. − Above and Beyond
- Alec Coppel − Raj kapitana
- Louis L’Amour − Hondo (nieoficjalna nominacja nie brana pod uwagę)[2]
- Ray Ashley, Morris Engel i Ruth Orkin − Mały uciekinier

### Najlepszy Scenariusz Adaptowany
- Daniel Taradash − Stąd do wieczności
- Eric Ambler − Okrutne morze
- Helen Deutsch − Lili
- Ian McLellan Hunter i John Dighton − Rzymskie wakacje
- A.B. Guthrie Jr. − Jeździec znikąd

### Najlepsze zdjęcia

#### Film czarno−biały
- Burnett Guffey − Stąd do wieczności
- Hal Mohr − The Four Poster
- Joseph Ruttenberg − Juliusz Cezar
- Joseph C. Brun − Marcin Luter
- Franz Planer i Henri Alekan − Rzymskie wakacje

#### Film barwny
- Loyal Griggs − Jeździec znikąd
- George Folsey − All the Brothers Were Valiant
- Edward Cronjager − Beneath the 12-Mile Reef
- Robert H. Planck − Lili
- Leon Shamroy − Tunika

### Najlepsza Scenografia i Dekoracja Wnętrz

#### Film Czarno−Biały
- Cedric Gibbons, Edward Carfagno, Edwin B. Willis i Hugh Hunt − Juliusz Cezar
- Fritz Maurischat i Paul Markwitz − Martin Luther
- Lyle Wheeler, Leland Fuller i Paul S. Fox − The President’s Lady
- Hal Pereira i Walter H. Tyler − Rzymskie wakacje
- Lyle Wheeler, Maurice Ransford i Stuart A. Reiss − Titanic

#### Film Kolorowy
- Lyle Wheeler, George W. Davis, Walter M. Scott i Paul S. Fox − Tunika
- Alfred Junge, Hans Peters i John Jarvis − Rycerze Okrągłego Stołu
- Cedric Gibbons, Paul Groesse, Edwin B. Willis i Arthur Krams − Lili
- Cedric Gibbons, E. Preston Ames, Edward Carfagno, Gabriel Scognamillo, Edwin B. Willis, F. Keogh Gleason, Arthur Krams i Jack D. Moore − Historia trzech miłości
- Cedric Gibbons, Urie McCleary, Edwin B. Willis i Jack D. Moore − Młoda Bess

### Najlepszy Dźwięk
- Columbia Studio Sound Department, reżyser dźwięku: John P. Livadary − Stąd do wieczności
- Warner Bros. Studio Sound Department, reżyser dźwięku: William A. Mueller − Calamity Jane
- Metro-Goldwyn-Mayer Studio Sound Department, reżyser dźwięku: A.W. Watkins − Rycerze Okrągłego Stołu
- Universal-International Studio Sound Department, reżyser dźwięku: Leslie I. Carey − Karciarz z Missisipi
- Paramount Studio Sound Department, reżyser dźwięku: Loren L. Ryder − Wojna światów

### Najlepsza Piosenka
- „Secret Love” − Calamity Jane − muzyka: Sammy Fain; słowa: Paul Francis Webster
- „The Moon Is Blue” − Niebieski księżyc − muzyka: Herschel Burke Gilbert; słowa: Sylvia Fine
- „My Flaming Heart” − Small Town Girl − muzyka: Nicholas Brodszky; słowa: Leo Robin
- „Sadie Thompson's Song (Blue Pacific Blues)” − Panna Sadie Thompson − muzyka: Lester Lee; słowa: Ned Washington
- „That’s Amore” − The Caddy − muzyka: Harry Warren; słowa: Jack Brooks

### Najlepsza Muzyka

#### Dramat/Komedia
- Bronisław Kaper − Lili
- Hugo Friedhofer − Above and Beyond
- Morris Stoloff i George Duning − Stąd do wieczności
- Miklós Rózsa − Juliusz Cezar
- Louis Forbes − This Is Cinerama

#### Musical
- Alfred Newman − Call Me Madam
- Adolph Deutsch − Wszyscy na scenę
- Ray Heindorf − Calamity Jane
- Friedrich Hollaender i Morris Stoloff − The 5,000 Fingers of Dr. T.
- André Previn i Saul Chaplin − Pocałuj mnie, Kasiu

### Najlepszy Montaż
- William Lyon − Stąd do wieczności
- Irvine „Cotton” Warburton − Crazylegs
- Otto Ludwig − Niebieski księżyc
- Robert Swink − Rzymskie wakacje
- Everett Douglas − Wojna światów

### Najlepsze Kostiumy

#### Film Czarno-Biały
- Edith Head − Rzymskie wakacje
- Walter Plunkett − Aktorka
- Helen Rose i Herschel McCoy − Żona moich marzeń
- Jean Louis − Stąd do wieczności
- Charles LeMaire i Renié − President’s Lady

#### Film Kolorowy
- Charles LeMaire i Emile Santiago − Tunika
- Mary Ann Nyberg − Wszyscy na scenę
- Irene Sharaff − Call Me Madam
- Charles LeMaire i Travilla − Jak poślubić milionera
- Walter Plunkett − Młoda Bess

### Najlepsze Efekty Specjalne
- Paramount Studio − Wojna światów

### Najlepszy Krótkometrażowy Film Animowany
- Walt Disney − Przygody z muzyką
- Stephen Bosustow − Christopher Crumpet (z serii Jolly Frolics)
- Edward Selzer − From A to Z-Z-Z-Z (z serii Zwariowane melodie)
- Walt Disney − Odporny miś (z serii o Kaczorze Donaldzie)
- Stephen Bosustow − The Tell-Tale Heart

### Najlepszy Krótkometrażowy Film na Jednej Rolce
- Johnny Green − The Merry Wives of Windsor Overture
- Vincenzo Lucci-Chiarissi − Christ among the Primitives
- National Film Board of Canada − Herring Hunt
- Boris Vermont − Joy of Living
- Jack Eaton − Wee Water Wonders

### Najlepszy Krótkometrażowy Film na Dwóch Rolkach
- Walt Disney − Bear Country
- Walt Disney − Ben i Ja
- Dublin Gate Theatre Productions − Return to Glennascaul
- Otto Lang − Vesuvius Express
- Cedric Francis − Winter Paradise

### Najlepszy Film Dokumentalny

#### Krótkometrażowy
- Walt Disney − The Alaskan Eskimo
- John Barnes − The Living City
- United States Army Signal Corps − Operation Blue Jay
- James Carr − They Planted a Stone
- John Healy i John Adams − The Word

#### Pełnometrażowy
- Walt Disney − Żyjąca pustynia
- John Taylor, Leon Clore i Grahame Tharp − The Conquest of Everest
- Castleton Knight − A Queen Is Crowned

### Oscary honorowe i specjalne
- Pete Smith – za całokształt pracy aktorskiej
- 20th Century Fox – za rewolucyjny proces technologiczny CimenaScope
- Joseph I. Breen – za opracowanie Motion Picture Code
- Bell and Howell Company – za wkład w rozwój technologii filmowej

### Nagroda im. Irvinga G. Thalberga
- George Stevens

### Nagrody Naukowe i Techniczne

#### Klasa I
- Henri Chrétien oraz Earl Sponable, Sol Halprin, Lorin Grignon, Herbert Bragg i Carl Faulkner z 20th Century Fox – za stworzenie rozwój technologii CinemaScope
- Fred Waller – za stworzenie i rozwój technik fotograficznych, które przyczyniły się do powstania technologii Cinerama

#### Klasa II
- Reeves Soundcraft Corporation – za stworzenie nowej metody nagrywania i przetwarzania dźwięku w filmach

#### Klasa III
- Westrex Corporation – za zaprojektowanie i konstrukcje nowej maszyny montażowej